# سفالين
سفالين أو سيفالين (بالإنجليزية: Cephaeline)‏ هو شبه قلوي موجود في نبات عرق الذهب وأنواع أخرى من النباتات. يؤدي السفالين إلى التقيؤ عبر تحفيز بطانة المعدة. يُوجد السفالين في منتجاتٍ تجارية مثل شراب عرق الذهب. كيميائيًا، يرتبط السفالين ارتباطًا وثيقًا مع الإيميتين.

## علاج السم
يُوصى باستعمال السفالين ضمن شراب عرق الذهب فقط في حالات الطوارئ لعلاج التَسمم العرضي، ولكن أُلغي استعماله نظرًا لعدم فعاليته.